# 升田尚宏
升田 尚宏（ますだ なおひろ、1966年〈昭和41年〉10月8日 - 2022年〈令和4年〉6月9日）は、TBSテレビの社員（最終所属部署は財務戦略局）・元アナウンサー。元NHKアナウンサー。

## 概要
愛媛県伊予郡松前町出身。松前町立岡田小学校、松前町立岡田中学校、愛媛県立松山東高等学校（生徒会長）、日本大学藝術学部演劇学科演技コース卒業。
その後、早稲田大学大学院法学研究科修士課程環境法専攻修了修士（法学）及び東京工業大学大学院総合理工学研究科博士課程環境理工学創造専攻修了。専門は環境アセスメント（環境政策・環境とメディア）。博士（工学）を取得したドクターコースの4年半について、JAXAから宇宙飛行士受験資格である「3年の理科系の実務経験」とみなされて、宇宙飛行士を受験した経験がある（大西卓哉飛行士選抜時）。飛行士の中でも、ペイロードスペシャリストを目指していた。
ニュースからバラエティ番組の司会、ドラマ出演、ナレーションや朗読等、幅広くこなす。趣味はクラシックバレエや野球、週一ペースの映画鑑賞。
2017年にアナウンスセンターを離れ、社内の別部署に異動してからも『木曜JUNK おぎやはぎのメガネびいき』（TBSラジオ）の人気コーナー『おぎやはぎ批評』に出演していた。
2022年6月9日朝に自宅で倒れ、同日に死去した。55歳没。亡くなる前日まで落語家の三遊亭歌橘と仕事の打ち合わせをしていた。

## 経歴・人物
日本大学藝術学部在籍中の学生時代は『東京ホームシックブルース』（主演、ぴあフィルムフェスティバル出品作品）などの自主制作映画に出演・制作した。自主映画出身の森田芳光監督の『の・ようなもの』をこよなく愛している。
1989年、愛媛の南海放送（RNB）や名古屋の中部日本放送（CBC）からも内定を得たが、TBSでは3人の最終面接で升田一人だけ落選。NHKに合格し、アナウンサーとして入局。
NHKアナウンサーの同期には草野満代、吉田たかよし等がいる。NHK高知放送局に4年間、NHK沖縄放送局に1年間勤務し、各局のニュース番組のメインキャスターを務めた。
NHKでは特に、入局直後の22歳の時、高知県開催のインターハイ（'89高知総体）のメインキャスターを務めた。また、記者として、子宮頸がんの原因ヒトパピローマウイルスのスクープや、10フィート運動（沖縄戦のフィルム保存）の番組を制作した（ともに全国放送）。
1994年6月、TBSに中途採用で入社、当初はスポーツ番組（キャスターや野球・バレーボール（Vリーグ）の実況中継等）を担当。
その後、報道局に属し、JNN報道特別番組に多数登場した。台風や地震の災害特番、イラクのフセイン元大統領の拘束時の特番などを担当。『関口宏のサンデーモーニング』のリポーターを務めたこともある。『JNN報道特集』や『筑紫哲也 NEWS23』の企画特集を記者として多数制作・リポートし（以下参照）、アメリカ同時多発テロ事件後はパキスタンのイスラマバード支局に特派員として派遣され多数のリポートを届け、最後の支局長を務めた。パキスタン・サッタル外相の単独インタビュー等、閣僚へのインタビューやアフガニスタンとの国境付近にある難民キャンプからのリポート等を送り続けた。報道以外はほとんど出演してこなかったが、『四番 なかやま』でNEWSすぽりと!のコーナーを担当し始めた。
2006年10月より『チャンネル☆ロック!』にレギュラー出演。番組では小林麻耶とコンビを組み、週刊マスダニュースを担当し、これまで見せたことの無い境地を開拓。マスダEYEというコーナーでは、自らカメラを持ち、嵐の二宮和也と一緒にトランプをする等、ドラマ現場に入り込み出演者とのトークを数多くオンエアしドラマを宣伝した。自らも数多くのテレビドラマに出演し、出演ドラマ作品は合計30作品にも及ぶ。
『ROOKIES -卒業-』には鳥谷先生役、『MOZU』にはキャスター役で出演。『中居正広のキンスマ』等のバラエティ番組にも多数出演し、特に、升田自身が挑戦する「ロングブレスダイエット」企画は一大ムーブメントを巻き起こし、高視聴率を獲得した。その後、『ビビット』の特集ビビットFOCUSに度々出演し、温泉や食、アミューズメントパークのレポートを数多くこなした。特に、田丸麻紀と行ったななつ星 in 九州の旅では、田丸とともにナビゲーターを務めた。
2017年7月1日付で事業局赤坂サカス推進部に異動した。赤坂サカスのイベントプロデューサーや企画開発を担当。その後、事業推進部に異動している。但し『おぎやはぎのメガネびいき』（TBSラジオ）の人気コーナー『おぎやはぎ批評』については、同年9月まで続けた。『批評』のコーナーの前身は『隠語講座』と呼ばれるコーナーで、升田のフレーズを無視した破天荒な節回しと歌声に人気が集まった。『おぎやはぎ批評』は10年以上続き、同番組の10周年オフィシャルブック『めがね』には、升田のセクシーショット写真集が袋とじで編集されている。同年9月28日が『メガネびいき』最後の放送日と決まり、その一週間前に番組卒業をTwitterにつぶやいたところ、20万人の目に触れた。升田が生出演した『マスダ卒業スペシャル』がオンエアされた直後から、Twitter上にて#升田が急上昇し、ツイート、トレンド共に#升田が1位を独占した。マスダ卒業スペシャルでは、写真集ではスタッフ判断でボツになったという、升田が調子に乗ってカメラマンに撮らせた乳首写真が公開され、サーバーがパンクした。しかし、2019年1月、『おぎやはぎ批評』に復活出演している（このコーナーを担当して12年目に突入）。
早稲田大学大学院法学研究科修士課程に通い始めてから、趣味は法律の勉強らしく、ロー・スクール（法科大学院）も修了（法務博士）し、司法試験に挑戦したり、博士（工学）の学位を生かし、宇宙飛行士の受験経験もある。また、『朗読の教科書』も執筆中であり、日芸演劇学科では、アナウンサー時代に何度も開催した朗読会（戦争等をテーマにしていた）の経験を生かし、朗読も教えていた。

## 過去の出演番組

### ニュース・報道
- JNNスポーツ&ニュース（1997年） - 土曜、日曜の夜ニュースのメインキャスターをのべ18年間務めた[6][5]
- JNN特番『日比谷線中目黒駅脱線事故  ヘリコプター緊急中継』
- JNN報道特集企画リポート[6][5]

以下は、全て升田が企画・取材・演出・出演をした番組である。
『アメリカタバコ訴訟〜タバコ情報を開示せよ』
『これでいいのか大学入試問題』
『NATOコソボ空爆の劣化ウラン弾〜現地調査』
『点滴殺人か医療過誤か？仙台筋弛緩剤事件の怪』
- ニュース23特集司法改革シリーズ『裁判官人事考課表入手』『普通の国民が裁判に参加する日』『仙台筋弛緩剤事件を追う』
- JNNニュース（週末深夜、2017年4月 - 6月は土曜朝）
- JNNフラッシュニュース（土日、週に3日登場することも）
- S☆1（ニュース担当、土日）
- JNNイブニング（TBSニュースバード）
- JNNニュースの森（ナレーション、岩井健浩のリリーフ担当）
- ひるおび!JNNニュース（ナレーション担当）
- TBSニュース（午後ローカル枠）
- Nスタ（ナレーション担当）
- プロ野球中継（1990年代に実況・リポート担当）

### バラエティ番組
- チャンネル☆ロック!（2006年10月 - 2009年3月） - 特別秘書として出演『週刊マスダニュース』『マスダEYE』を担当
- あなたが好きな名曲物語（2009年1月20日・2月3日）
- バラエティーニュース キミハ・ブレイク
  - みんなが好きな名曲物語/銀座の母（2009年1月20日） - 久本雅美とともに進行
  - みんなが好きな名曲物語2（2009年2月3日）
- 復活の日SP『特別追悼番組　ありがとう遠藤実さん 貴方の歌があったから』（2008年12月10日）
- 銀座の母スペシャル 驚異の的中率で悩める芸能人が今夜も駆け込んで来た…（2008年9月25日） - 岸部シロー、大場久美子とともにMC
- キズナ食堂（2009年10月24日）
- スパモク!!『渡る世間は鬼ばかり最終回直前スペシャル』（2011年9月29日） - 安住アナと共にリポーター役
- ビートたけしのもう1回だけヤラせてTV（2010年12月29日）
- 中居正広の金曜日のスマたちへ ※不定期出演
- メガデジ #14・#30（2008年、2009年）
- TBS24時（2012年4月2日 - 7月29日） - 不定期。「ゴールデン升田」名義で多数出演

### テレビドラマ
- 未成年（1995年10月13日 - 12月22日） - キャスター 役
- GOOD LUCK!! 第4話（2003年2月9日） - 中継レポーター 役
- 華麗なる一族 最終話（2007年3月18日） - 工員。上を向いて歩こうを謳う役
- ハタチの恋人 第6話（2007年11月18日）
- ROOKIES 第1話 - 第4話（2008年4月19日 - 5月10日） - 鳥谷 役
- 流星の絆（2008年10月17日 - 12月19日） - 現場中継するリポーター 役
- RESCUE〜特別高度救助隊 第1話・第7話・最終話（2009年1月24日 - 3月21日）- リポーター 役
- MR.BRAIN 第1話・第8話（2009年5月23日・7月11日） - アナウンサー 役
- オルトロスの犬 第1話・第4話（2009年7月29日・8月14日） - アナウンサー 役
- うぬぼれ刑事（2010年7月9日 - 9月17日） - キャスター 役
- LADY〜最後の犯罪プロファイル〜 第1話（2011年1月7日 - 3月25日） - アナウンサー 役 ※オープニングナレーションも担当
- 冬のサクラ 最終話（2011年3月20日）
- 華和家の四姉妹 第2話・第3話（2011年7月17日・24日） - ニュースキャスター 役
- 美男ですね 第4話（2011年8月5日） - ニュースキャスター 役
- 運命の人 第9話（2012年3月11日）
- 黒の女教師 第2話（2012年7月27日） - マンションの管理人 役
- 空飛ぶ広報室（2013年4月14日 - 6月23日）- 帝都イブニングのメインキャスター・升田尚宏 役
- 確証〜警視庁捜査3課 第1話（2013年4月15日）
- 刑事のまなざし 第6話（2013年11月11日） - ニュースキャスター 役
- クロコーチ 第1話・第5話（2013年10月11日・11月8日）
- Nのために（2014年10月17日 - 12月19日） - キャスター 役
- 赤めだか（2015年12月28日） - 馴染みの客 役
- コック警部の晩餐会 第2話（2016年10月27日） - キャスター 役
- 信濃のコロンボ4「軽井沢追分殺人事件」（2017年4月24日）

### ラジオ
- 四番 なかやま - NEWSすぽりと!のコーナー担当。
- 爆笑問題の日曜サンデー - 「ラジオサンデージャポン」ナレーション
- ラジオ・パープル（2014年9月17日・24日・10月1日）
- デブッタンテ（冒頭のナレーション）
- 金曜JUNK おぎやはぎのメガネびいき（「隠語講座」ナレーション）
- 木曜JUNK おぎやはぎのメガネびいき（「週刊・おぎやはぎ批評」ナレーション）

※同番組の特別企画「魔法中年ますだ☆マスーダ」においてプルギスとして登場。『マス音ミク』として「マイクの前の少女」や「ふんわり綿菓子」など、歌声も披露した。